# Jiří Kalemba
Jiří Kalemba (* 16. prosince 1984 Kladno) je český redaktor, moderátor, televizní sportovní komentátor a režisér sportovních dokumentů. V letech 2016–2022 byl šéfeditorem webu a sociálních sítí ČT sport. Od roku 2024 je šéfredaktorem Sporty TV.

## Život
V roce 2007 vystudoval Fakultu sociálních věd Univerzity Karlovy, bakalářský obor Žurnalistika, následně v roce 2009 absolvoval tamtéž v magisterském oboru Mediální studia a získal titul Mgr. Dva roky studoval na téže škole také obor Americká studia, který nedostudoval. V letech 2006–2022 působil jako redaktor, reportér, komentátor a moderátor v redakci sportu České televize. Od roku 2016 pak byl šéfeditorem webu a sociálních sítí ČT sport. Kromě tvorby zpravodajských příspěvků a pořadů a komentování přímých přenosů je autorem několika sportovních dokumentů. Zaměřoval se na míčové sporty (basketbal, házená, americký fotbal – pořad Touchdown) a curling.
Jako reportér v září 2019 působil na basketbalovém MS v Číně. O působení českých basketbalistů veřejně přednáší, v květnu 2020 mu vyšla kniha Šestí na světě: Čínská basketbalová pohádka očima Jiřího Kalemby v nakladatelství Pointa. Náklady na vydání knihy byly financovány prostřednictvím crowfundingové kampaně.
Od července 2023 je moderátorem Radia Prostor.
S Karlem Kubeškou napsal knihu Medaile na chvíli o příběhu olympijské premiéry sportovního lezení a českého reprezentanta Adama Ondry.

## Pracovní úspěchy
Profesně je nejvíce spojený s komentováním basketbalu, házené, curlingu a amerického fotbalu. Od roku 2017 moderoval také sledovaná studia k přenosům ze SP v biatlonu.
Od OH v Pekingu 2008 komentuje soutěže na letních i zimních olympijských hrách (šerm, taekwondo, moderní pětiboj, házená). Curling, který je jeho zimní specializací, komentuje od roku 2007. Během olympijských her v Soči 2014 odkomentoval z dějiště olympiády 30 přímých přenosů. V roce 2018 na OH v korejském Pchjongčchangu kromě komentování curlingových zápasů vytvářel video obsah pro sociální sítě ČT sport. Na olympijských hrách v japonském Tokiu komentoval bronzový úspěch šermíře Alexandra Choupenitche a snažení sportovního lezce Adama Ondry. Celkem svým komentářem na těchto OH doprovodil 6 sportů. Během zimní olympiády v Pekingu 2022 si pozornost získalo jeho komentování curlingového turnaje s českou dvojicí manželů Paulových.
Kromě olympijských her se jako komentátor a reportér zúčastnil několika evropských šampionátů v házené (Srbsko 2012, Dánsko 2014, Slovensko 2022) a komentoval i utkání české reprezentace na MS v Kataru 2015.
Věnuje se také tvorbě sportovních dokumentů. Jeho počin T… jako tým! o stříbrném tažení českých basketbalistek na MS 2010 vyhrál hlavní cenu na festivalu Sportfilm Liberec v roce 2011. Stejný úspěch si připsal i o dva roky později za reportážní dokument Basket za zdmi Alcatrazu King of the Rock o basketbalovém turnaji 1 na 1 ve slavné věznici Alcatraz. Vytvořil také dokument o nejlepším házenkáři světa roku 2010 Filipu Jíchovi Filip Jícha 2010 nebo vzpomínku na vítězství házenkářů Dukly Praha v PMEZ 1984 Hrdinové z Dukly.
Kromě televizní tvorby je také moderátorem sportovních akcí. Atmosféru dotvářel třeba při florbalovém MS v Praze 2018, MS v softbalu 2019 nebo při zápasech české basketbalové reprezentace Pardubicích či beachvolejbalovém turnaji světové série Ostrava Open.
Po dokončení mediálních studií se věnoval přednáškám o mediální gramotnosti na středních a základních školách.